# Grzegorz Lowas
Grzegorz Lowas (ur. 14 stycznia 1975 w Krakowie) – polski hokeista. 

## Kariera
- Cracovia (–1995)
- STS Sanok (1995–1999)

Urodził się 14 stycznia 1975 w Krakowie. Wychowanek Cracovii i zawodnik tego klubu do 1995. Występował w reprezentacjach Polski do lat 18 oraz do lat 20 w turniejach mistrzostw świata juniorów do lat 20 w 1994, 1995. Od sierpnia 1995 zawodnik STS Sanok. W klubie z Sanoka grał do 1999.
W trakcie kariery określany pseudonimem Lolek. W późniejszych latach podjął występy w angielskiej drużynie amatorskiej London Eagles. Występował także w drużynie old-boys Cracovii.